# Alexandre Rodrigues
Alexandre Rodrigues (* 1983 in Rio de Janeiro, Brasilien) ist ein brasilianischer Schauspieler. Er wurde hauptsächlich wegen seiner Rolle in dem Film City of God bekannt, in dem er den Buscapé spielte. Er hat auch bei dem von John Legend produzierten P.D.A-Musikvideo von We just don't care mitgewirkt, das 2007 erschienen ist.

## Rollen

### Fernsehserien
- 2003 – Cidade dos Homens – Alex
- 2004 – Cabocla – Zaqueu
- 2006 – Sinhá Moça – Bentinho

### Kinofilme
- 2002 – Palace II – Vapor
- 2002 – City of God – Buscapé
- 2005 – Cafundó – Natalino (adult)
- 2006 – Memórias da Chibata – João Cândido
- 2007 – Proibido Proibir – Leon